# Marienberg

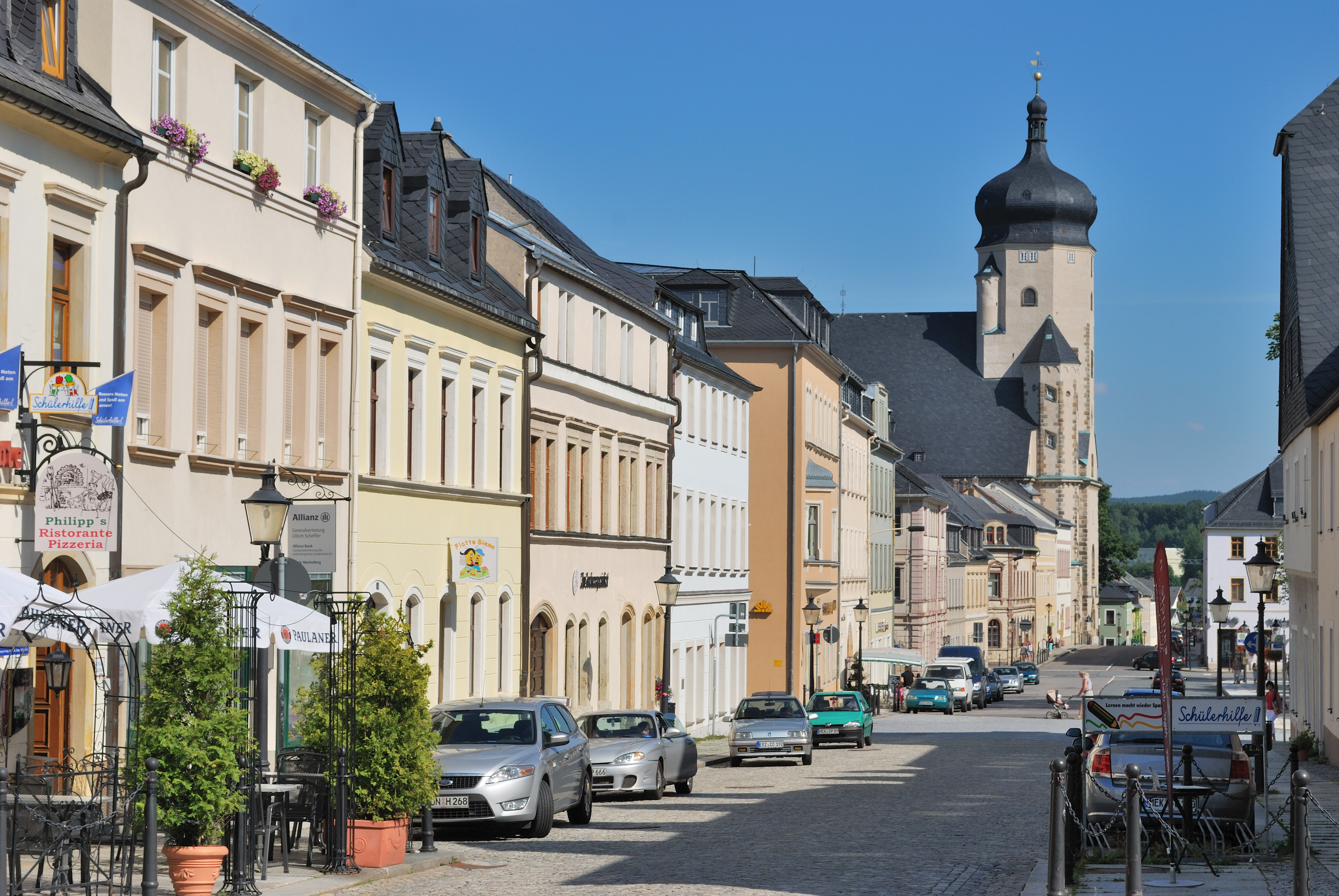
Pohled skrze Zschopauskou ulici směrem ke kostelu Panny Marie

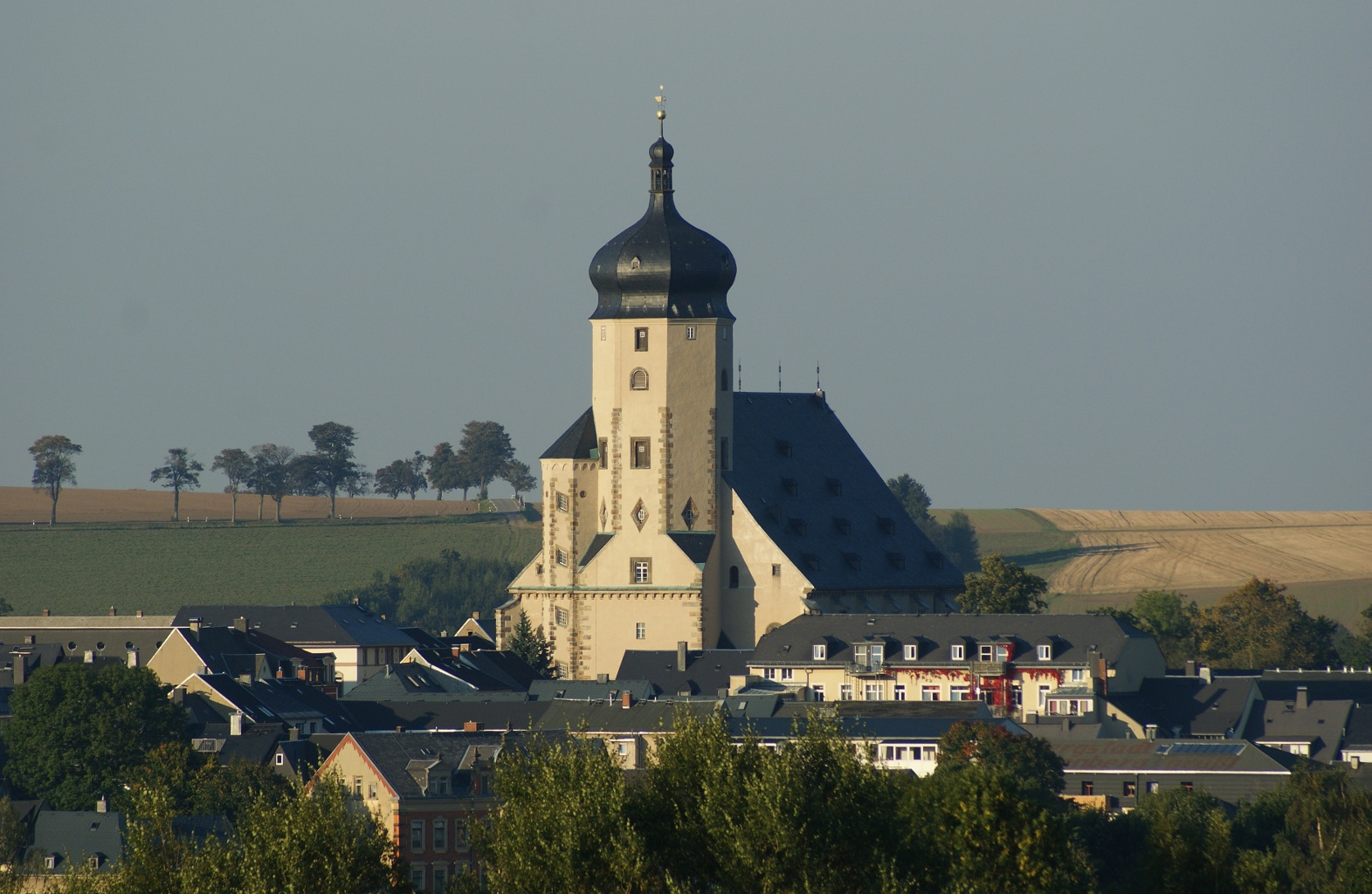
Kostel Panny Marie

Marienberg je velké okresní město na jihu německé spolkové země Sasko. Nachází se v zemském okrese Krušné hory a má přibližně 16 tisíc obyvatel. Je vzdálené přibližně třináct kilometrů od české hranice. Nejvyšším bodem je hora Hirtstein (891 m n. m.). Typickým znakem města je jeho historické jádro s pravidelným šachovnicovým půdorysem z doby renesance.

## Správní členění
Marienberg se dělí na 21 městských částí:
- Ansprung
- Dörfel
- Gebirge
- Gelobtland
- Grundau
- Hinterer Grund
- Hüttengrund
- Kühnhaide
- Lauta
- Lauterbach
- Marienberg
- Moosheide
- Niederlauterstein
- Pobershau
- Reitzenhain
- Rittersberg
- Rübenau
- Satzung
- Sorgau
- Wüstenschlette
- Zöblitz

## Historie
Počáteční bouřlivý rozvoj města byl umožněn díky nalezištím stříbra, které zde byly objeveny roku 1519. Roku 1520 došlo ke zřízení prvního stříbrného dolu a o rok později bylo v lokalitě založeno vévodou Jiřím Saským nové město. Městské a hornické právo bylo oblasti uděleno již roku 1523, v roce 1525 zde byl poté zřízen hornický úřad. Největší rozkvět zažila těžba stříbra okolo roku 1540. V padesátých a šedesátých letech 16. století byl také vystavěn pozdně gotický halový Kostel Panny Marie, který je dodnes nejvýraznější dominantou města.
Největší katastrofu zažilo město v roce 1610, kdy bylo téměř celé zničeno mohutným požárem. Po ukončení těžby stříbra bylo započato po roce 1612 s těžbou mědi a cínu.
Kvůli násilně prováděné rekatolizaci v Čechách přicházeli do Marienbergu exulanti z Chomutova už v roce 1620. Další exulanti, kteří žádali městskou radu o poskytnutí útočiště v letech 1623–1636, pocházeli z Kadaně, Žatce, Mostu i jiných míst. Nový trvalý domov zde nalezli Štampachové ze Štampachu. Během třicetileté války byl Marienberg třikrát vypleněn vojsky a nevyhnul se mu ani mor. Po roce 1636 sem uprchlíci z Čech zavítali jen ojediněle.
Mezi lety 1753–1858 byl Marienberg posádkovým městem pro jezdectvo. Roku 1858 vystřídalo jízdu dělostřelectvo, jehož posádka zde zůstala až do roku 1873. Mezi lety 1873–1920 se ve městě nacházela poddůstojnická škola. Roku 1874 bylo započato s výstavbou kasáren.
V průběhu 19. století již docházelo k výraznému útlumu těžby. Definitivní ukončení nastalo v roce 1899, kdy byla uzavřena Rudolfova štola.
V roce 1947 zahájila sovětská akciová společnost Wismut průzkum zdejších ložisek uranu. Za období do roku 1954 bylo z ložiska v prostoru Wolkenstein – Marienberg – Pobershau vytěženo celkem 121 tun uranu, poté byla jeho těžba ukončena a posléze vystřídána těžbou fluoritu a barytu. V roce 2006 po ukončené sanaci předala společnost Wismut GmbH bývalé doly městu Marienberg k využití pro geotermální zdroje energie.
Mezi lety 1939–1994 byl Marienberg okresním městem (okres Marienberg). Roku 1994 se stal centrem okresu Střední Krušnohoří, které se po správní reformě v roce 2008 stalo součástí zemského okresu Krušné hory (Erzgebirgskreis) se správním centrem v Annaberg-Buchholz, čímž Marienberg funkci okresního města pozbyl.

## Osobnosti
- Christian Wilhelm Friedrich Schmid (* 24. 12. 1739 in Marienberg; † 30. 8. 1806 in Freiberg), kronikář města Marienberg[3]

## Pamětihodnosti
- Kostel Panny Marie (St. Marienkirche) – pozdně gotický kostel, vystavěný v letech 1558–1564, hlavní dominanta města
- renesanční radnice
- Zschopauská brána (Zschopauer Tor) – poslední dochovaná věž městského opevnění
- hornický špýchar (Bergmagazin) – vystavěn v letech 1806–1809
- renesanční šachovnicový půdorys jádra města se čtvercovým náměstím
- zřícenina hradu Lauterstein

## Muzea
- Muzeum sasko-českého Krušnohoří v hornickém špýcharu (Bergmagazin)

## Hospodářství, doprava
Město velmi profituje z turismu, mimo jiné i díky tzv. stříbrné trase, 140 kilometrů dlouhé naučné stezce, mapující historii těžby stříbra v Krušnohoří.
Ve městě je umístěn tankový batalion 371. Kasárna se nalézají hned na kraji starého města.
Město je železnicí napojeno na Chemnitz, přes Pockau-Lengefeld a Flöhu. Kolem města probíhá spolková silnice 174 z Chemnitz směrem do ČR na Chomutov. Kromě toho je Marienberg napojen na spolkovou silnici 171 z Wolkensteinu na Dippoldiswalde. Vzhledem k tomu, že se oblast Marienbergu nalézá poblíž nejnižšího průsmyku Krušnohoří, je zdejší napojení do ČR již od středověku jednou z nejdůležitějších dopravních spojnic mezi Čechami a středním Německem.

## Partnerská města
- Most – Česko
- Dorog – Maďarsko
- Bad Marienberg – Rheinland-Pfalz (Německo)
- Lingen – Niedersachsen (Německo)

## Světové dědictví UNESCO
Horní město Marienberg je jednou ze 17 lokalit v Sasku, které byly spolu s dalšími pěti oblastmi v České republice pod souhrnným názvem Hornický region Erzgebirge/Krušnohoří zapsány 6. července 2019 na Seznam světového dědictví UNESCO.